# Phloiotrya andamana
Phloiotrya andamana is een keversoort uit de familie zwamspartelkevers (Melandryidae). De wetenschappelijke naam van de soort werd in 1945 gepubliceerd door Maurice Pic.